# NGC 2951-1
NGC 2951-1 في الفهرس العام الجديد، هي مجرة، تقع في كوكبة الشجاع. أضيفت لاحقًا إلى الفهرس العام الجديد.

## روابط خارجية
- NGC 2951-1 على موقع ويكي سكاي: DSS2, SDSS, GALEX, IRAS, Hydrogen α, X-Ray, Astrophoto, Sky Map, Articles and images